# Barém nos Jogos Olímpicos de Verão de 1992
O Barém competiu nos Jogos Olímpicos de Verão de 1992 em Barcelona, Espanha.

## Resultados por Evento

### Atletismo
100 m masculino
- Khalid Juma Juma
  - Eliminatórias — 10.80 (→ não avançou)

5.000 m masculino
- Abdullah Al-Dosari
  - Eliminatórias — 14:23.07 (→ não avançou)

10.000 m masculino
- Abdullah Al-Doseri
  - Eliminatórias — não terminou (→ sem classificação)

Maratona masculina
- Ali Saad Mubarak — 2:39.19 (→ 79º lugar)

110 m com barreiras masculino
- Khalid Abdulla Abdan
  - Eliminatórias — 15.41 (→ não avançou)

Lançamento de dardo masculino
- Ahmed Nesaif
  - Classificatória — 55,24 m  (→ não avançou)

Lançamento de martelo masculino
- Rashid Alameeri
  - Classificatória — 56,08 m (→ não avançou)